# Balikpapan
Balikpapan is een havenstad op het Indonesische deel van Borneo, Kalimantan met 701.066 inwoners (2014).
Het is de grootste stad van de provincie Oost-Kalimantan, groter dan de provinciehoofdstad Samarinda. Balikpapan ligt aan de Straat Makassar en is een belangrijk centrum van aardoliewinning en houthandel. Naast de Indonesische staatsolieonderneming Pertamina, zijn er Franse en Amerikaanse oliemaatschappijen actief. De oliewinning is reeds voor de Eerste Wereldoorlog begonnen en ten noorden van Balikpapan kan men nog de in Nederland gefabriceerde jaknikkers aan het werk zien.
De stad heeft een internationale luchthaven (Sultan Aji Muhammad Sulaiman Sepinggan Airport, voorheen Sepinggan International Airport) en diverse havens, waarvan er een in dienst staat van de aardolie-uitvoer.
Door de oliewinning en de houthandel is de stad sterk gegroeid. De bevolking komt voor een belangrijk deel uit andere delen van Indonesië en bestaat onder meer uit Dajaks, Banjar, Buginezen, Madoerezen en Javanen. Door de gemengde bevolking is het Indonesisch de belangrijkste voertaal.

## Tweede Wereldoorlog
Tijdens de Japanse bezetting in de Tweede Wereldoorlog begingen de Japanners ernstige terreurdaden, bekend geworden onder de naam 'Haga-processen' naar de toenmalige gouverneur van Borneo, B.J. Haga, die werd beschuldigd van een complot tegen de Japanners en met zijn vrouw en nog zo'n 150 mensen, deels na martelingen en gedwongen bekentenissen, deels na processen, in september 1943 op het vliegveld van Balikpapan werd onthoofd.

## Geboren
- Frank Laufer (1935-2009), Nederlands fotograaf
- Cees Fasseur (1938-2016), Nederlands historicus
- Jan Just Bos (1939-2003), Nederlands botanicus
- Rob Robbers (1950), Nederlands Olympisch roeier
- Janneke Schermers (1950), Nederlands politica